# Arbetarlitteratur

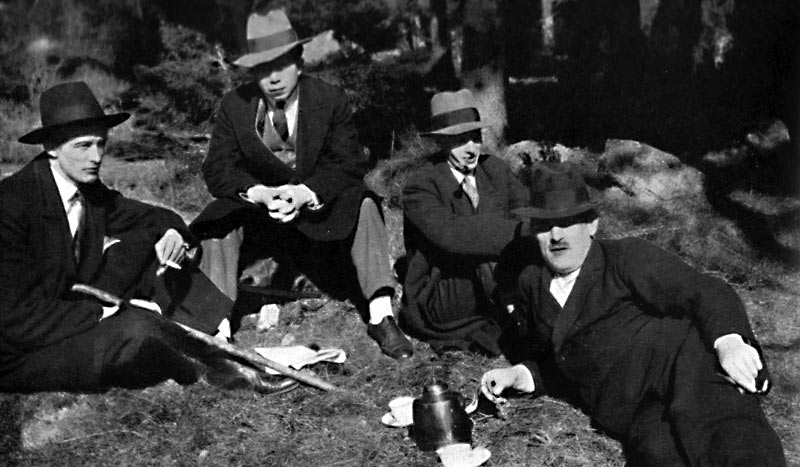
De yngre arbetarförfattarna, från vänster, Rudolf Värnlund, Ivar Lo-Johansson och Eyvind Johnson besöker den äldre Gustav Hedenvind-Eriksson i Flysta utanför Stockholm i slutet av 1920-talet.

Arbetarlitteratur, även proletärlitteratur, är litteratur skriven av arbetare, eller av författare med arbetarbakgrund, och som skildrar arbetarklassens levnadsvillkor. I vidare bemärkelse kan begreppet arbetarlitteratur även avse skönlitteratur som behandlar arbetarnas livsbetingelser oavsett författarens sociala härkomst.  Utmärkande för proletär- och arbetarlitteraturen är dess idéinnehåll, dess ideologiska förankring i kommunismen, syndikalismen, socialismen eller socialdemokratin. Många av arbetarförfattarna är autodidakter. 
I Sverige avsåg man tidigare med benämningen ”arbetarförfattarna” de författare ur arbetarklassen som trädde fram på den litterära scenen under 1920- och 1930-talen: Eyvind Johnson, Rudolf Värnlund, Moa Martinson, Ivar Lo-Johansson med flera. I dag används benämningen ”arbetarförfattare” även om senare tiders författare med arbetarbakgrund som i sina verk skildrar sin miljö. Nutida svenska arbetarförfattare är bland andra Elsie Johansson, Aino Trosell, Kjell Johansson och Johan Jönson.

## Arbetarlitteratur i andra länder

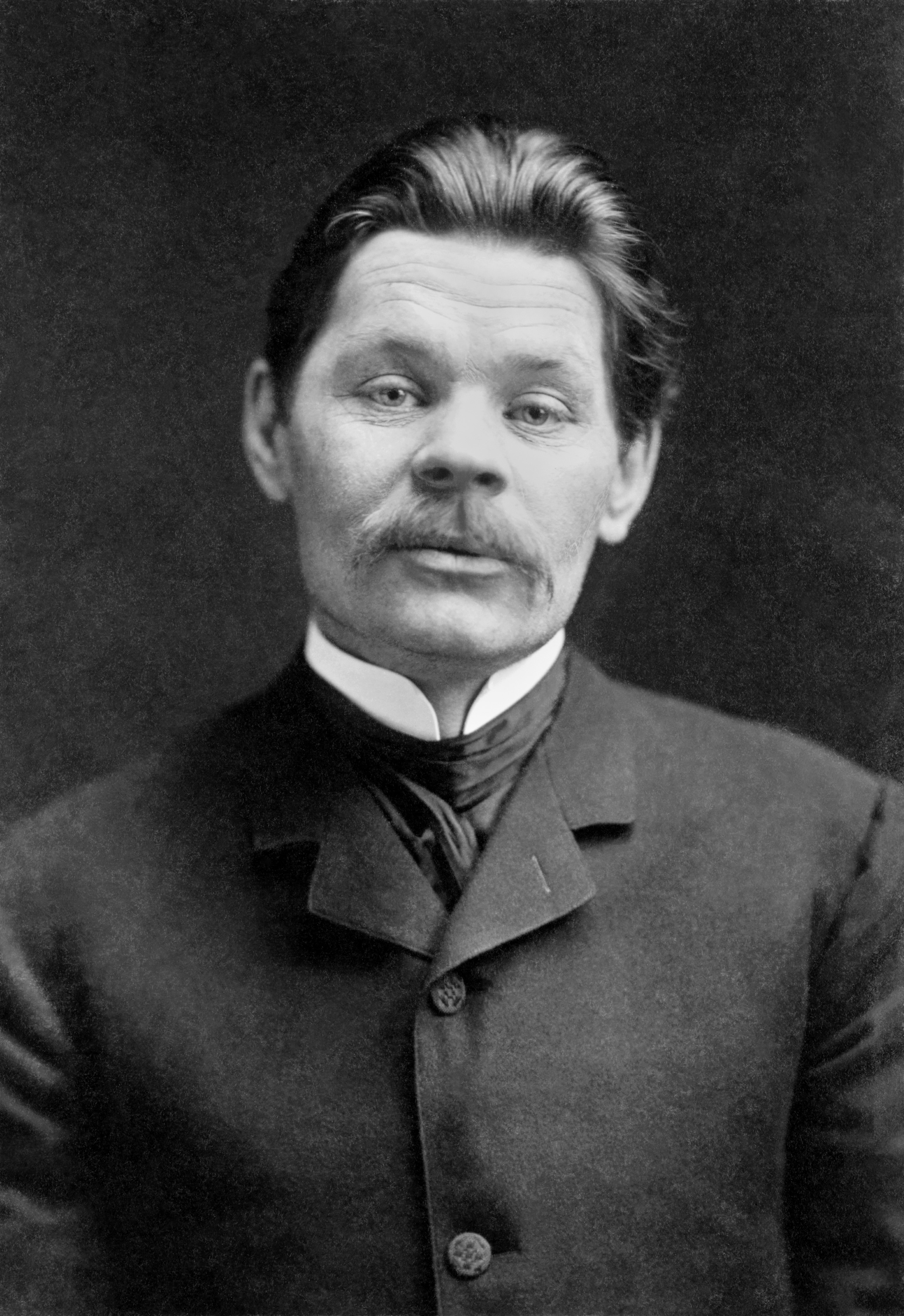
Maksim Gorkij 1906.

Den internationellt mest betydande av de tidiga arbetarförfattarna var ryssen Maksim Gorkij. År 1907 utkom hans inflytelserika roman En mor och därefter självbiografin i tre delar; Min barndom (1913), Ute i världen (1916) och Mina universitet (1923) som var en inspirationskälla för många arbetarförfattare. Gorkij efterföljdes i Sovjetunionen av författare som skrev enligt den socialistiska realismens idéer. Till dessa hör Fjodor Gladkov, som skrev kollektivromanen Cement år 1924, och författare som Valentin Katajev och Alexander Fadejev.
En förebild i Norden och Europa var dansken Martin Andersen Nexø. Hans mest omtalade verk är Pelle Erövraren (fyra delar,1906-1910) och Ditte människobarn (1920). Den norske gruvarbetaren och författaren Johan Falkberget blev uppmärksammad med sin självbiografi Svarta fjäll 1907. Han skrev även arbetarhistoriska romaner. I Finland debuterade torparsonen Väinö Linna vid 1900-talets mitt. Han är känd för krigsskildringen Okänd soldat (1954) och trilogin Högt bland Saarijärvis moar, Upp, trälar! och Söner av ett folk. 
I USA framträdde flera arbetarförfattare vid 1900-talets början. Upton Sinclair gav ut sin roman om arbetarna i Chicagos slakterier, The Jungle, år 1906.  Jack Londons roman Martin Eden från 1909 var den första stora proletära utvecklings- och bildningsromanen. Poeten Carl Sandburg  blev med verk som Chicago Poems (1916), Cornhuskers (1918) och Smoke and Steel (1920) känd för sin fria vers där han hyllade storstaden, industrialismen, den amerikanska landsbygden och dess befolkning.

## Arbetarlitteratur i Sverige

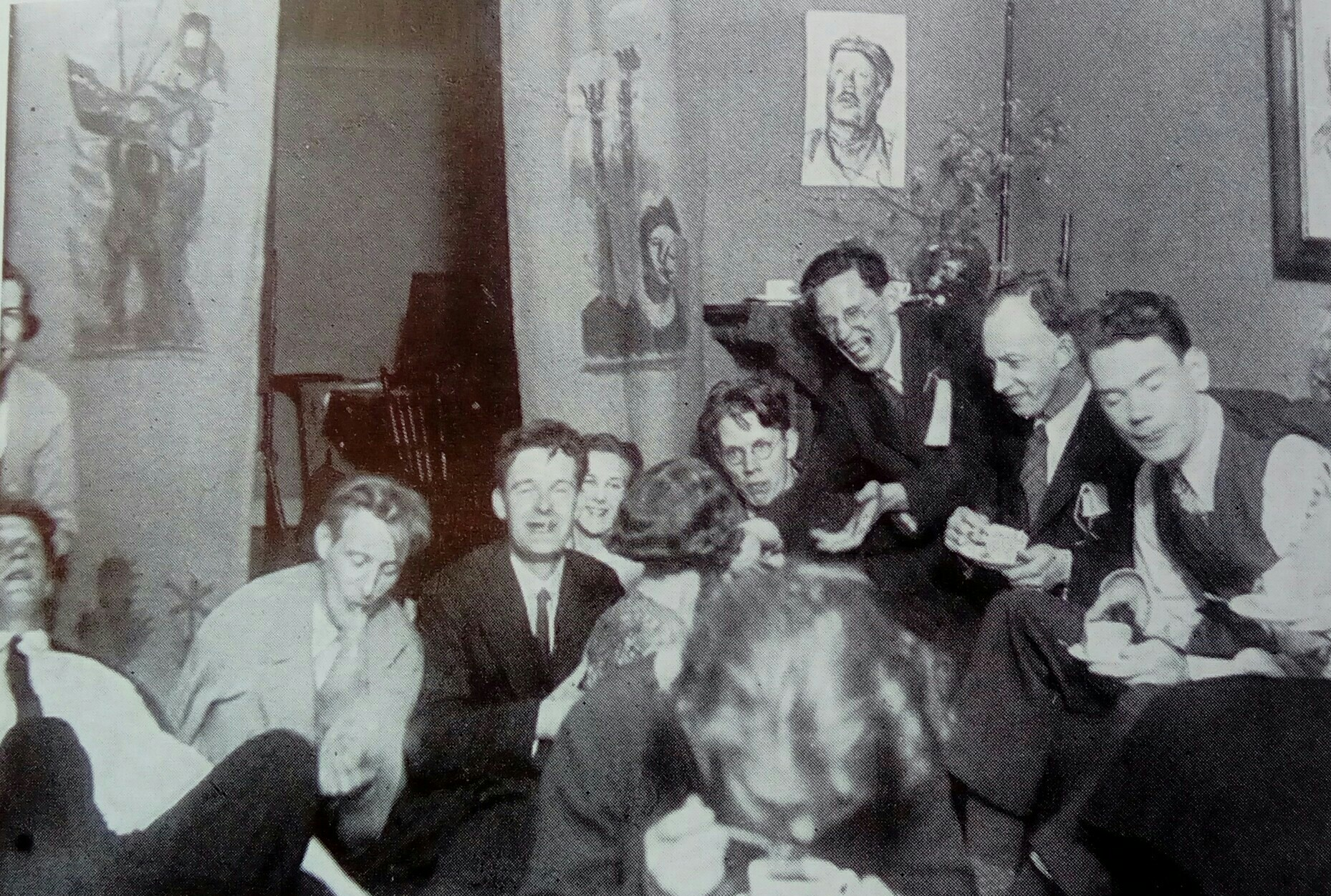
Några unga arbetarförfattare i början av 1930-talet. Josef Kjellgren (1:a från vänster), Rudolf Värnlund (2:a fr.v), Gustav Sandgren (3:a från höger), Eyvind Johnson (2:a fr.h) och Artur Lundkvist (1:a fr.h).

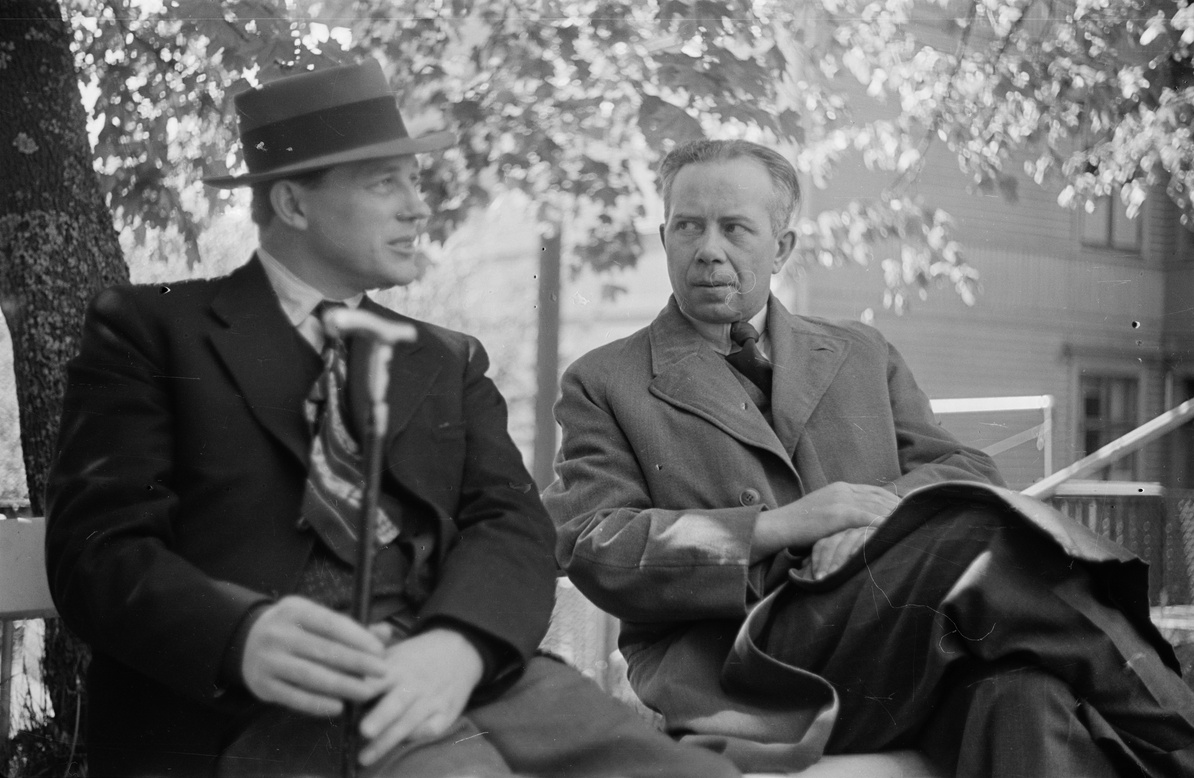
Harry Martinson och Ivar Lo-Johansson på 1940-talet.

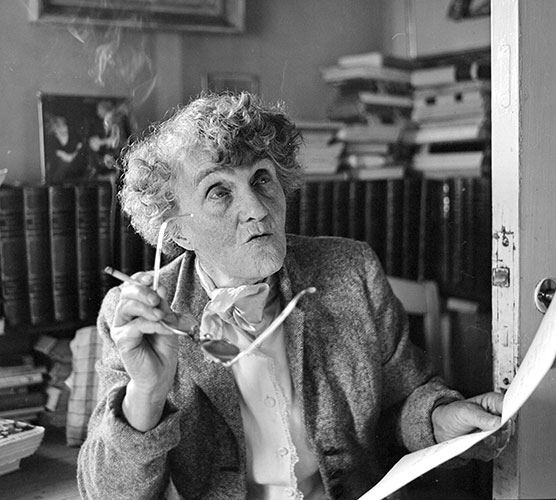
Moa Martinson 1957.

De tidiga svenska arbetarförfattarna vann berömmelse och bland dem återfinns blivande akademiledamöter och/eller nobelpristagare som Artur Lundkvist, Harry Martinson och Eyvind Johnson. Det finns ingen motsvarighet till denna folkliga anstormning mot parnassen i något annat lands litteratur.
Pionjärer inom svensk arbetarlitteratur var bland andra Dan Andersson, Gustav Hedenvind-Eriksson, Martin Koch och Maria Sandel. Hedenvind-Eriksson skrev på 1920-talet en romantrilogi om rallarepoken och senare stora epos om den norrländska skogs- och trävaruindustrin. Hans Med rallarkärra mot dikten (1944) räknas till de klassiska självbiografierna i nordisk arbetarlitteratur.
Arbetarlitteraturens stora genombrott kom på 1930-talet. Ivar Lo-Johansson, Jan Fridegård och Moa Martinson blev representanter för den så kallade statarskolan.  Den självbiografiska romanen blev en vanlig genre med till exempel Romanen om Olof av Eyvind Johnson och Nässlorna blomma av Harry Martinson. Vilhelm Moberg skrev episka romaner i bondemiljö. Rudolf Värnlund skildrade proletära stadsmiljöer i romaner som Upproret och Man bygger ett hus. Josef Kjellgren framhöll arbetets gemenskap som en väg ur klassförtryck i kollektivromaner som Människor kring en bro och Smaragden. Artur Lundkvist blev den främste företrädaren för nya modernistiska strömningar. 
En betydande arbetarförfattare i samma generation som emellertid debuterade åtskilligt senare var Folke Fridell. Han var en före detta textilarbetare som i romaner som Död mans hand (1946) och Syndfull skapelse (1948) skildrade arbetarens värdighet i det automatiserade industrisamhället. Han utnämndes till "arbetardiktens förnyare" då han var den förste som på allvar införlivade det moderna fabriksarbetet i den svenska litteraturen.
Genom Folket i Bilds folkbokserie, som började utges 1941, kunde arbetarförfattares alster spridas i billiga utgåvor genom bokombud på arbetsplatser. Albert Viksten och Bernhard Nordh blev två storsäljande författare i serien.
Decennierna vid 1900-talets mitt framträdde ytterligare en rad arbetarförfattare, bland andra den egensinnige Lars Ahlin som debuterade 1943 med idéromanen Tåbb med manifestet, Sara Lidman som kom ut med sin första roman Tjärdalen 1953 och bondsonen Åke Wassing som debuterade 1958 med den självbiografiska Dödgrävarens pojke. Per Anders Fogelström gav ut Mina drömmars stad, första delen i hans Stockholmsserie, 1960 och poeten Sonja Åkesson fick sitt genombrott 1963 med diktsamlingen Husfrid.

### Modern arbetarlitteratur
Arbetarlitteraturen är en levande litterär tradition, och är idag föremål för såväl forskningsprojekt som vetenskapliga konferenser. Flera litterära priser, såsom Ivar Lo-priset, Ivar Lo-Johanssons personliga pris, Moa-priset och Stig Sjödinpriset, delas årligen ut till moderna företrädare för den arbetarlitterära traditionen. Föreningen Arbetarskrivare bildades 1990 för att uppmuntra och inspirera till författarskap som utgår från arbete och vardagsliv.
Företrädare för modern arbetarlitteratur är bland andra Mary Andersson, Susanna Alakoski, Göran Greider, Eija Hetekivi Olsson, Elsie Johansson, Kjell Johansson, Kristian Lundberg,  Torgny Karnstedt, Åsa Linderborg och Aino Trosell.

### Ivar Lo-Johansson om "proletärförfattare"

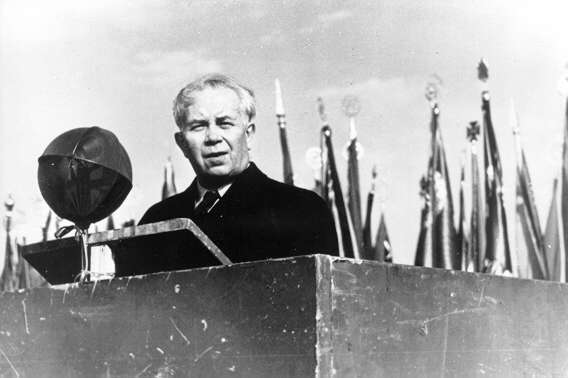
Ivar Lo-Johansson talar på 1 maj 1956.

Del av en essä ur Lo-Johanssons sista bok Till en författare (1988).
Den svenska litteraturhistorien berikades 1921 med ett nytt ord, proletärdiktare. Det var en akademisk litteraturvetare, Richard Steffen, som kom med det. Han ville med det inget ont. Benämningen gällde några begåvade kroppsarbetare och autodidakter som gett ut skönlitterära böcker. Ett par av de utnämnda gillade termen. Andra av dem, i synnerhet då skalderna, avvisade den. De ville vara 'riktiga diktare'. 
Men benämningen proletärförfattare vann burskap. Tio år senare hade Sverige fått minst tjoget av dem. Det svenska kulturetablissemanget började bli irriterat. Poeterna ansågs ofarliga men prosaförfattarna fick mothugg om de inte istället, med än starkare effekt, tegs ihjäl. 

I Sverige fanns fortfarande en bred klassklyfta, och när proletärdiktningen såg ut att ta plats från den gamla borgerliga litteraturen, började man varna för intränglingarna. I brådskan stämplades proletärförfattarna som kommunister. Det blev vanligt, utom att beteckna arbetarromanerna och novellerna som estetiskt undermåliga, att förklara dem apa efter sovjetlitteraturen. I misshugg hade man kommit att kalla riktningen "socialrealism".

## Svenska arbetarförfattare

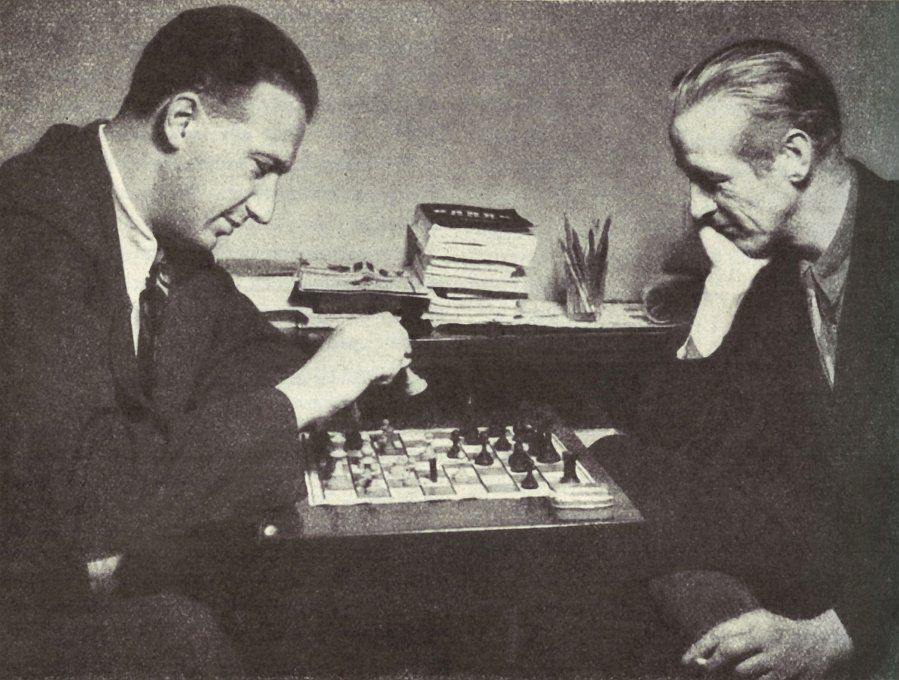
Författarna Josef Kjellgren och Rudolf Värnlund spelar schack.

| A - Gunnar Adolfsson - Harry Ahlberg - Lars Ahlin - Susanna Alakoski - Ove Allansson - Ann-Charlotte Alverfors - Bernt-Olov Andersson - Dan Andersson - Mary Andersson - Elsa Appelquist - Stina Aronson - Stellan Arvidson - Erik Asklund B - Raimond Bengtsson - A. Gunnar Bergman - Tor Bergner - Sven O. Bergkvist - Nils Bohman - Ture Blom - Erik Blomberg - Harry Blomberg - Emil Boss - Håkan Boström - Hans Botwid C - Ragnar Casparsson - Stig Claesson D - Doris Dahlin - Otto Dalkvist - Stig Dagerman E - Mauritz Edström - Maja Ekelöf - Carl Emil Englund - David Ericsson - Gustaf Rune Eriks - Allan Eriksson - Fred Eriksson - Hjalmar Eriksson - Kjell Eriksson | F - Gunnar Falkås - Nils Ferlin - Linnéa Fjällstedt - Torbjörn Flygt - Jan Fogelbäck - Per Anders Fogelström - Harald Forss - Sven Forssell - Jan Fridegård - Folke Fridell G - Karl Johan Gabrielsson - Helmer Grundström - Isac Albert Græns - Ingemar E.L. Göransson H - Emil Hagström - Maria Hamberg - Gustav Hedenvind-Eriksson - Hans Hergin - Eija Hetekivi Olsson - Maj Hirdman - Ragnar Holmström - Olof Högberg - Zeth Höglund - Björn-Erik Höijer J - Antti Jalava - Elsie Johansson - Erik Johansson - Johan-Olov Johansson - Henrik Johansson - Eyvind Johnson - Molly Johnson - Bo Jonasson - Ragnar Jändel - Nine-Christine Jönsson - Reidar Jönsson - Anna Jörgensdotter | K - Mona Kalin - Lena Kallenberg - Otto Karl-Oskarsson - Elise Karlsson - Torgny Karnstedt - Lo Kauppi - Josef Kjellgren - Martin Koch - Sture Källberg - Alfred Kämpe L - Hans Lagerberg - Inga Lena Larsson - Leon Larsson - Sara Lidman - Ebbe Linde - Åsa Linderborg - Erik Lindorm - Arnold Ljungdal - Ivar Lo-Johansson - Kristian Lundberg - Artur Lundkvist - Olle Länsberg M - Harry Martinson - Moa Martinson - Henry Peter Matthis - Dan Mellin - Henrik Menander - Vilhelm Moberg - Fabian Månsson - Hans Möller N - Ture Nerman - Karl Rune Nordkvist - Birger Norman - Elf Norrbo - Erik Nyhlén O - Ivan Oljelund - Vibeke Olsson - Nils T. Ottosson | P - Nils Parling - Marit Paulsen - Fredrik Persson - Gösta Pettersson R - Bunny Ragnerstam - Bernt Rosengren - Arvid Rundberg - Helene Rådberg - Freke Räihä S - Sven Edvin Salje - Kurt Salomonson - Maria Sandel - Salka Sandén - Gustav Sandgren - Stig Sjödin - Fredrik Ström - Olle Svensson T - Arne Trankell - Aino Trosell V - Albert Viksten - Birger Vikström - Rudolf Värnlund W - Ingvar Wahlén - Willy Walfridsson - Åke Wassing - Sven Wernström - Hanna Wikman - Per Wikberg - Herta Wirén - Jenny Wrangborg Y - Hannu Ylitalo Å - Sonja Åkesson Ö - Karl Östman |

## Finlandssvenska arbetarförfattare
- Sigrid Backman
- Anna Bondestam
- Walentin Chorell
- Elmer Diktonius
- Jarl Sjöblom
- Allan Tallqvist
- Erik Ågren
- Leo Ågren

## Arbetarförfattare i andra länder
- Jorge Amado
- John Braine
- Maksim Gorkij
- Max von der Grün
- Väinö Linna
- Jack London
- Martin Andersen Nexø
- Tillie Olsen
- Nikolaj Ostrovskij
- Sembène Ousmane
- Alan Sillitoe
- Upton Sinclair
- John Steinbeck
- Günter Wallraff
- Henry Poulaille